# 戸田正吉
戸田 正吉（とだ まさよし）は、江戸時代初期の旗本。

## 略歴
戸田吉成の長男として誕生。父が祖父・戸田貞吉に先立って死去したため世嗣となり、承応元年（1652年）12月27日家督を継ぐ。1500石の知行の内580石を弟の義陳に分知し、小普請となる。
寛文3年12月4日（1664年1月2日）鷹匠頭に就く。
延宝7年12月24日（1680年1月25日）死去。

## 系譜
父母
- 戸田吉成 (父)
- 興津内記の娘 (母)

正室
- 松平重次の娘

子女
- 戸田勝房 (長男)
- 松平重矩 (次男)  - 松平重良の養子
- 戸田政則 (三男)  - 戸田義陳の養子
- 小笠原常春室（長女） - 松平重良養女